# 北孔戈尼亚斯
北孔戈尼亚斯是巴西米纳斯吉拉斯州的一个市镇。总面积483.002平方公里，总人口5110人，人口密度10.6人/平方公里。